# Liechtensteiner Cup 2011/12
Der Liechtensteiner Cup 2011/12 war die 67. Austragung des Fussballpokalwettbewerbs der Herren in Liechtenstein. Der Wettbewerb wurde vom 16. August 2011 bis zum 16. Mai 2012 im K.-o.-System ohne Rückspiel ausgetragen. Nach 14 aufeinanderfolgenden Cupsiegen des FC Vaduz verlor dieser erstmals wieder ein Finalspiel. Der USV Eschen-Mauren gewann im Finale mit 2:2 n. V.; 4:2 i.E und holte sich damit erstmals seit 1987 den Liechtensteiner Cup. Zudem sicherte sich USV Eschen-Mauren die Teilnahme an der Qualifikation zur UEFA-Europa League 2012/13.

## Teilnehmende Mannschaften
16 Mannschaften waren für den Wettbewerb gemeldet:
| - FC Vaduz - FC Vaduz II - FC Triesen - FC Triesen II - USV Eschen-Mauren - USV Eschen-Mauren II - USV Eschen-Mauren III | - FC Balzers - FC Balzers II - FC Balzers III - FC Triesenberg - FC Triesenberg II - FC Ruggell - FC Ruggell II - FC Schaan - FC Azzurri Schaan |

## 1. Vorrunde
Die 1. Vorrunde fand am 16. und 17. August 2011 statt.
| Datum  |                       | Ergebnis              |                      |
| ------ | --------------------- | --------------------- | -------------------- |
| 16.08. | FC Ruggell II         | 1:2                   | USV Eschen-Mauren II |
| 17.08. | USV Eschen-Mauren III | 0:1                   | FC Triesen           |
| 17.08. | FC Triesenberg II     | 4:0                   | FC Balzers III       |
| 17.08. | FC Vaduz II           | 2:2 n. V. (4:5 i. E.) | FC Triesen II        |

## 2. Vorrunde
Die 2. Vorrunde fand am 14. September 2011 statt.
| Datum  |                      | Ergebnis  |                   |
| ------ | -------------------- | --------- | ----------------- |
| 14.09. | USV Eschen-Mauren II | 3:2       | FC Balzers II     |
| 14.09. | FC Ruggell           | 1:2 n. V. | FC Schaan         |
| 14.09. | FC Triesen           | 4:2 n. V. | FC Azzurri Schaan |
| 14.09. | FC Triesenberg II    | 0:3       | FC Triesen II     |

## Viertelfinale
Die Viertelfinals wurden zwischen dem 18. Oktober und 2. November 2011 ausgetragen.
| Datum  |                      | Ergebnis  |                   |
| ------ | -------------------- | --------- | ----------------- |
| 18.10. | FC Triesen II        | 0:17      | FC Vaduz          |
| 25.10. | FC Triesen           | 0:4       | USV Eschen-Mauren |
| 26.10. | USV Eschen-Mauren II | 0:2       | FC Triesenberg    |
| 02.11. | FC Schaan            | 2:4 n. V. | FC Balzers        |

## Halbfinale
Die Halbfinals fanden am 9. und 10. April 2012 statt.
| Datum  |                   | Ergebnis |                |
| ------ | ----------------- | -------- | -------------- |
| 09.04. | USV Eschen-Mauren | 2:1      | FC Balzers     |
| 10.04. | FC Vaduz          | 3:1      | FC Triesenberg |

## Finale
Das Cupfinale fand am 16. Mai 2012 im Rheinpark-Stadion Vaduz statt.
| Paarung           | FC Vaduz – USV Eschen-Mauren |
| Ergebnis          | 2:2 n. V. (1:0, 0:0), 2:4 i. E. |
| Datum             | 16. Mai 2012 |
| Stadion           | Rheinpark Stadion, Vaduz |
| Zuschauer         | 960 |
| Schiedsrichter    | Chris Reisch ( Luxemburg) |
| Tore              | 1:0 Pascal Cerrone (41., Elfmeter) 2:0 Mario Sara (55.) 2:1 Igor Manojlović (68., Elfmeter) 2:2 Eren Dulundu (90.+4') Elfmeterschiessen: 0:0 Franz Burgmeier 0:1 Michael Stocklasa 1:1 Roland Schwegler 1:2 Andreas Simma 1:2 Mariano Tripodi 1:3 Eren Dulundu 2:3 Dušan Cvetinović 2:4 Igor Manojlović |
| FC Vaduz          | Cheftrainer: Eric Orie ( Niederlande) |
| USV Eschen-Mauren | Cheftrainer: Uwe Wegmann ( Deutschland) |